# A Ferencvárosi TC 1961–1962-es szezonja
A Ferencvárosi TC 1961–1962-es szezonja szócikk a Ferencvárosi TC első számú férfi labdarúgócsapatának egy szezonjáról szól, mely összességében és sorozatban is a 60. idénye volt a csapatnak a magyar első osztályban. A klub fennállásának ekkor volt a 63. évfordulója.

## Mérkőzések
| Színmagyarázat | Színmagyarázat |
| -------------- | -------------- |
|                | Győzelem.      |
|                | Döntetlen.     |
|                | Vereség.       |

### Közép-európai kupa
1. csoport
| 1962. május 13. |

| Ferencváros | 1 – 2       | Spartak Hradec Králové |
| ----------- | ----------- | ---------------------- |
| Kökény      | Jegyzőkönyv |                        |

| Népstadion, Budapest |

| 1962. május 20. |

| Spartak Hradec Králové | 1 – 0       | Ferencváros |
| ---------------------- | ----------- | ----------- |
|                        | Jegyzőkönyv |             |

|  |

| 1962. május 27. |

| Dinamo Zagreb | 2 – 0 | Ferencváros |
| ------------- | ----- | ----------- |
|               |       |             |

| Maksimir Stadion, Zágráb |

| 1962. június 3. |

| Ferencváros | 1 – 5       | Dinamo Zagreb |
| ----------- | ----------- | ------------- |
| Novák       | Jegyzőkönyv |               |

| Népstadion, Budapest |

| 1962. június 10. |

| Ferencváros | 0 – 1               | Juventus |
| ----------- | ------------------- | -------- |
|             | (0 – 1) Jegyzőkönyv | Rosa 41' |

| Népstadion, Budapest |

| 1962. június 17. |

| Juventus | 1 – 1               | Ferencváros |
| -------- | ------------------- | ----------- |
| Rosa 70' | (0 – 0) Jegyzőkönyv | Németh 50'  |

| Torino |

### NB 1 1961–62

#### Őszi fordulók
| 1. forduló 1961. július 30. |

| Csepel SC    | 1 – 1               | Ferencváros |
| ------------ | ------------------- | ----------- |
| Kisuczky 44' | (1 – 0) Jegyzőkönyv | Mátrai 64'  |

| Népstadion, Budapest Nézőszám: 25 000 Játékvezető: Balla Gyula (magyar) |

| 2. forduló 1961. augusztus 6. |

| Ózdi Vasas | 0 – 1               | Ferencváros |
| ---------- | ------------------- | ----------- |
|            | (0 – 1) Jegyzőkönyv | Albert 16'  |

| Városi Stadion, Ózd Nézőszám: 22 000 Játékvezető: Balla Béla (magyar) |

| 3. forduló 1961. augusztus 13. |

| Ferencváros               | 3 – 0               | Budapesti Honvéd |
| ------------------------- | ------------------- | ---------------- |
| Albert 41' 43' Kökény 84' | (2 – 0) Jegyzőkönyv |                  |

| Népstadion, Budapest Nézőszám: 60 000 Játékvezető: Sramkó Jenő (magyar) |

| 4. forduló 1961. augusztus 20. |

| Komlói Bányász            | 2 – 2               | Ferencváros            |
| ------------------------- | ------------------- | ---------------------- |
| Sós-Seemayer 47' Iván 68' | (0 – 1) Jegyzőkönyv | Orosz 39' Fenyvesi 70' |

| Komló Nézőszám: 10 000 Játékvezető: Radó János (magyar) |

| 5. forduló 1961. augusztus 27. |

| Ferencváros | 0 – 2               | Tatabányai Bányász |
| ----------- | ------------------- | ------------------ |
|             | (0 – 1) Jegyzőkönyv | Lahos 34' 85'      |

| Népstadion, Budapest Nézőszám: 35 000 Játékvezető: Soós Gábor (magyar) |

| 6. forduló 1961. szeptember 3. |

| Salgótarjáni BTC | 0 – 0               | Ferencváros |
| ---------------- | ------------------- | ----------- |
|                  | (0 – 0) Jegyzőkönyv |             |

| Salgótarján Nézőszám: 12 000 Játékvezető: Bokor István (magyar) |

| 7. forduló 1961. szeptember 17. |

| Ferencváros  | 1 – 0               | Győri Vasas ETO |
| ------------ | ------------------- | --------------- |
| Fenyvesi 19' | (1 – 0) Jegyzőkönyv | Koós 40′        |

| Üllői út, Budapest Nézőszám: 25 000 Játékvezető: Katona József (magyar) |

| 8. forduló 1961. szeptember 23. |

| Újpesti Dózsa                     | 2 – 1               | Ferencváros             |
| --------------------------------- | ------------------- | ----------------------- |
| Várhidi 34' (11-esből) Göröcs 68' | (1 – 0) Jegyzőkönyv | Fenyvesi 77' Albert 51′ |

| Népstadion, Budapest Nézőszám: 30 000 Játékvezető: Gere Gyula (magyar) |

| 9. forduló 1961. szeptember 30. |

| Vasas                                 | 3 – 2               | Ferencváros                           |
| ------------------------------------- | ------------------- | ------------------------------------- |
| Ihász 27' Bundzsák 67' 82' (11-esből) | (1 – 1) Jegyzőkönyv | Novák 37' (11-esből) Friedmanszky 90' |

| Népstadion, Budapest Nézőszám: 25 000 Játékvezető: Balla Gyula (magyar) |

| 10. forduló 1961. október 18. |

| MTK                      | 3 – 2               | Ferencváros          |
| ------------------------ | ------------------- | -------------------- |
| Sándor 25' Sipos 28' 88' | (2 – 0) Jegyzőkönyv | Orosz 51' Rákosi 68' |

| Népstadion, Budapest Nézőszám: 50 000 Játékvezető: Pósa János (magyar) |

| 11. forduló 1961. október 29. |

| Ferencváros            | 2 – 2               | Pécsi Dózsa                    |
| ---------------------- | ------------------- | ------------------------------ |
| Németh 2' Fenyvesi 87' | (1 – 2) Jegyzőkönyv | Dunai 3' Györkő 28' Csupák 78′ |

| Üllői út, Budapest Nézőszám: 20 000 Játékvezető: Fülep Kornél (magyar) |

| 12. forduló 1961. november 6. |

| SZEAC     | 1 – 2   | Ferencváros                |
| --------- | ------- | -------------------------- |
| Boros 77' | (0 – 2) | Friedmanszky 7' Albert 40' |

| Szeged Nézőszám: 12 000 Játékvezető: Harangozó Sándor (magyar) |

| 13. forduló 1961. november 12. |

| Ferencváros          | 2 – 0               | Dorogi Bányász |
| -------------------- | ------------------- | -------------- |
| Orosz 34' Albert 81' | (1 – 0) Jegyzőkönyv |                |

| Üllői út, Budapest Nézőszám: 25 000 Játékvezető: Petri Sándor (magyar) |

| 14. forduló 1961. november 19. |

| Tatabányai Bányász | 0 – 0               | Ferencváros |
| ------------------ | ------------------- | ----------- |
|                    | (0 – 0) Jegyzőkönyv |             |

| Városi Stadion, Tatabánya Nézőszám: 15 000 Játékvezető: Katona József (magyar) |

| 15. forduló 1961. november 26. |

| Ferencváros           | 2 – 0               | Salgótarjáni BTC |
| --------------------- | ------------------- | ---------------- |
| Rákosi 32' Albert 49' | (1 – 0) Jegyzőkönyv |                  |

| Üllői út, Budapest Nézőszám: 15 000 Játékvezető: Páldi Ede (magyar) |

| 16. forduló 1961. december 3. |

| Győri Vasas ETO | 0 – 0               | Ferencváros |
| --------------- | ------------------- | ----------- |
|                 | (0 – 0) Jegyzőkönyv |             |

| Győr Nézőszám: 12 000 Játékvezető: Bihari Sándor (magyar) |

#### Tavaszi fordulók
| 17. forduló 1962. február 25. |

| Ferencváros           | 1 – 2               | Újpesti Dózsa                             |
| --------------------- | ------------------- | ----------------------------------------- |
| Albert 47' Mátrai 73′ | (0 – 0) Jegyzőkönyv | Solymosi 72' (11-esből) Orosz 79' (öngól) |

| Népstadion, Budapest Nézőszám: 25 000 Játékvezető: Balla Béla (magyar) |

| 18. forduló 1962. március 4. |

| Ferencváros             | 3 – 0               | Vasas |
| ----------------------- | ------------------- | ----- |
| Albert 3' 74' Orosz 75' | (1 – 0) Jegyzőkönyv |       |

| Népstadion, Budapest Nézőszám: 50 000 Játékvezető: Pósa János (magyar) |

| 19. forduló 1962. március 11. |

| Ferencváros                        | 3 – 2               | MTK                      |
| ---------------------------------- | ------------------- | ------------------------ |
| Fenyvesi 24' Albert 65' Rákosi 80' | (1 – 1) Jegyzőkönyv | Sándor 13' 81′ Sipos 52' |

| Népstadion, Budapest Nézőszám: 45 000 Játékvezető: Dorogi Andor (magyar) |

| 20. forduló 1962. március 18. |

| Pécsi Dózsa         | 2 – 1               | Ferencváros            |
| ------------------- | ------------------- | ---------------------- |
| Pécsi 30' Dunai 70' | (1 – 0) Jegyzőkönyv | Dalnoki 83' (11-esből) |

| PMFC Stadion, Pécs Nézőszám: 12 000 Játékvezető: Bokor István (magyar) |

| 21. forduló 1962. március 21. |

| Dorogi Bányász | 1 – 1               | Ferencváros |
| -------------- | ------------------- | ----------- |
| Csóri 13'      | (1 – 1) Jegyzőkönyv | Rákosi 16'  |

| Bányász stadion, Dorog Nézőszám: 6 000 Játékvezető: Petri Sándor (magyar) |

| 22. forduló 1962. március 25. |

| Ferencváros    | 2 – 1               | SZEAC     |
| -------------- | ------------------- | --------- |
| Albert 11' 89' | (1 – 0) Jegyzőkönyv | Hajós 68' |

| Üllői út, Budapest Nézőszám: 30 000 Játékvezető: Páldi Ede (magyar) |

| 23. forduló 1962. április 1. |

| Ferencváros                   | 4 – 0               | Csepel SC |
| ----------------------------- | ------------------- | --------- |
| Orosz 4' 59' Fenyvesi 82' 86' | (1 – 0) Jegyzőkönyv |           |

| Üllői út, Budapest Nézőszám: 30 000 Játékvezető: Vízhányó László (magyar) |

| 24. forduló 1962. április 4. |

| Ferencváros                              | 3 – 0               | Komlói Bányász |
| ---------------------------------------- | ------------------- | -------------- |
| Albert 15' 25' Komlói-Krippl 42' (öngól) | (3 – 0) Jegyzőkönyv |                |

| Népstadion, Budapest Nézőszám: 30 000 Játékvezető: Bíróczky János (magyar) |

| 25. forduló 1962. április 8. |

| Ferencváros                                         | 4 – 1               | Ózdi Vasas  |
| --------------------------------------------------- | ------------------- | ----------- |
| Rákosi 2' Szurdoki 31' (öngól) Orosz 66' Albert 77' | (2 – 1) Jegyzőkönyv | Csernai 16' |

| Üllői út, Budapest Nézőszám: 25 000 Játékvezető: Hernádi Vilmos (magyar) |

| 26. forduló 1962. április 15. |

| Budapesti Honvéd | 1 – 2               | Ferencváros    |
| ---------------- | ------------------- | -------------- |
| Bozsik 54'       | (0 – 1) Jegyzőkönyv | Albert 23' 48' |

| Népstadion, Budapest Nézőszám: 50 000 Játékvezető: Fehérvári József (magyar) |

#### A végeredmény
|    | Csapat             | Játszott | Gy | D  | V  | L  | K  | Gk  | Pont | Megjegyzés                                                     |
| -- | ------------------ | -------- | -- | -- | -- | -- | -- | --- | ---- | -------------------------------------------------------------- |
| 1  | Vasas SC           | 26       | 17 | 4  | 5  | 55 | 27 | +28 | 38   | Bajnok, 1962–1963-as BEK selejtező, 1962-es közép-európai kupa |
| 2  | Újpesti Dózsa      | 26       | 15 | 6  | 5  | 57 | 30 | +27 | 36   | 1962–1963-as KEK selejtező                                     |
| 3  | Ferencváros        | 26       | 13 | 7  | 6  | 45 | 26 | +19 | 33   | 1962–1963-as VVK, 1962-es közép-európai kupa                   |
| 4  | Tatabányai Bányász | 26       | 12 | 7  | 7  | 39 | 28 | +11 | 31   |                                                                |
| 5  | MTK                | 26       | 11 | 6  | 9  | 55 | 44 | +11 | 28   | 1962-es közép-európai kupa                                     |
| 6  | Dorogi Bányász     | 26       | 10 | 7  | 9  | 32 | 34 | -2  | 27   |                                                                |
| 7  | Bp. Honvéd SE      | 26       | 10 | 6  | 10 | 43 | 39 | +4  | 26   | 1962-es közép-európai kupa                                     |
| 8  | Pécsi Dózsa        | 26       | 9  | 4  | 13 | 34 | 40 | -6  | 22   |                                                                |
| 9  | SZEAC              | 26       | 6  | 10 | 10 | 30 | 38 | -8  | 22   |                                                                |
| 10 | Győri ETO          | 26       | 6  | 10 | 10 | 30 | 44 | -14 | 22   |                                                                |
| 11 | Salgótarjáni BTC   | 26       | 6  | 9  | 11 | 33 | 40 | -7  | 21   |                                                                |
| 12 | Komlói Bányász     | 26       | 7  | 7  | 12 | 31 | 44 | -13 | 21   |                                                                |
| 13 | Ózdi Vasas         | 26       | 9  | 3  | 14 | 37 | 62 | -25 | 21   | Kiestek az NB II-be                                            |
| 14 | Csepel SC          | 26       | 5  | 6  | 15 | 30 | 55 | -25 | 16   | Kiestek az NB II-be                                            |

#### Eredmények összesítése
Az alábbi táblázatban összesítve szerepelnek a Ferencvárosi TC 1961/62-es bajnokságban elért eredményei.
| Ősz/tavasz (forduló)    | Otthon | Otthon | Otthon | Otthon | Otthon | Otthon | Otthon | Idegenben | Idegenben | Idegenben | Idegenben | Idegenben | Idegenben | Idegenben |
| Ősz/tavasz (forduló)    | M      | GY     | D      | V      | LG–KG  | GK     | P      | M         | GY        | D         | V         | LG–KG     | GK        | P         |
| ----------------------- | ------ | ------ | ------ | ------ | ------ | ------ | ------ | --------- | --------- | --------- | --------- | --------- | --------- | --------- |
| Őszi szezon (1–16.)     | 6      | 4      | 1      | 1      | 10–4   | +6     | 9      | 10        | 2         | 5         | 3         | 11–12     | –1        | 9         |
| Tavaszi szezon (17–26.) | 7      | 6      | 0      | 1      | 20–6   | +14    | 12     | 3         | 1         | 1         | 1         | 4–4       | 0         | 3         |
| Összesen (1–26.)        | 13     | 10     | 1      | 2      | 30–10  | +20    | 21     | 13        | 3         | 6         | 4         | 15–16     | –1        | 12        |

### Egyéb mérkőzések
| 1961. augusztus 9. |

| NDK | 4 – 2       | Ferencváros |
| --- | ----------- | ----------- |
|     | Jegyzőkönyv | Albert      |

| Badelsberg |

| 1961. november 9. |

| Linzer ASK | 1 – 1       | Ferencváros |
| ---------- | ----------- | ----------- |
|            | Jegyzőkönyv | Albert      |

| Linz |

| 1961. december 12. |

| Boca Juniors | 0 – 0               | Ferencváros |
| ------------ | ------------------- | ----------- |
|              | (0 – 0) Jegyzőkönyv |             |

| Buenos Aires |

| 1961. december 17. |

| River Plate | 2 – 0       | Ferencváros |
| ----------- | ----------- | ----------- |
|             | Jegyzőkönyv |             |

| Buenos Aires |

| 1961. december 20. |

| Peñarol | 1 – 0       | Ferencváros |
| ------- | ----------- | ----------- |
|         | Jegyzőkönyv |             |

| Montevideo |

| 1962. január 7. |

| Colo-Colo | 2 – 1       | Ferencváros |
| --------- | ----------- | ----------- |
|           | Jegyzőkönyv | Németh      |

| Santiago de Chile |

| 1962. január 11. |

| Botafogo | 4 – 1       | Ferencváros |
| -------- | ----------- | ----------- |
|          | Jegyzőkönyv | Albert      |

| Santiago de Chile |

| 1962. január 14. |

| Crvena zvezda | 3 – 2       | Ferencváros      |
| ------------- | ----------- | ---------------- |
|               | Jegyzőkönyv | Dalnoki Fenyvesi |

| Santiago de Chile |

| 1962. február 18. |

| Ferencváros           | 3 – 1       | Linzer ASK |
| --------------------- | ----------- | ---------- |
| Orosz Fenyvesi Albert | Jegyzőkönyv |            |

| Üllői út, Budapest |

| 1962. április 21. |

| Rapid Wien | 1 – 3       | Ferencváros  |
| ---------- | ----------- | ------------ |
|            | Jegyzőkönyv | Albert Novák |

| Bécs |

| 1962. április 23. |

| Ferencváros  | 3 – 2       | Austria Wien |
| ------------ | ----------- | ------------ |
| Albert Orosz | Jegyzőkönyv |              |

| Népstadion, Budapest |

## Külső hivatkozások
- A csapat hivatalos honlapja (magyarul)
- Az 1961–1962-es szezon menetrendje a tempofradi.hu-n (magyarul)